# Toyota Camry Solara

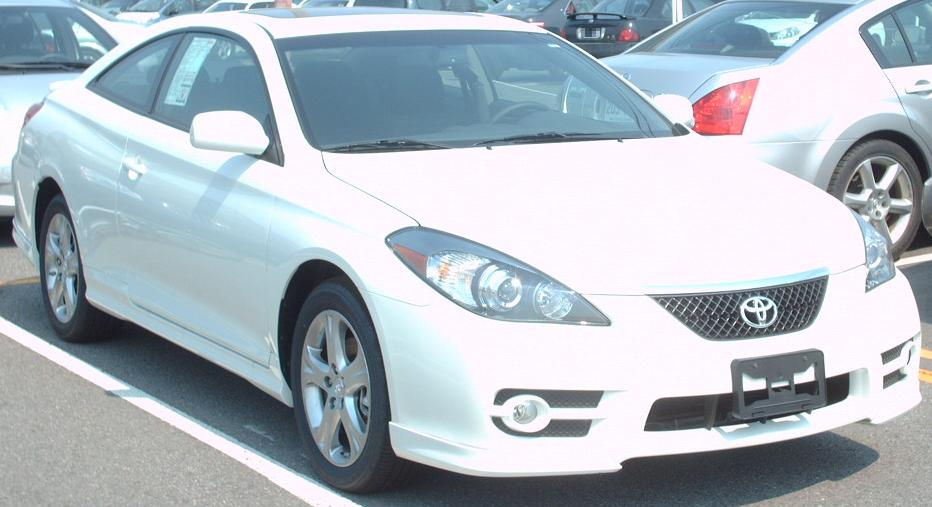
En Camry Solara från 2007.

Toyota Camry Solara är en medelstor tvådörrars kupé som tillverkades av Toyota i USA under åren 1998 – 2008. Bilen skapades som ett sportigare alternativ till familjesedanen Toyota Camry.